# Бетті Робінсон
Елізабет «Бетті» Робінсон (англ. Elizabeth "Betty" Robinson), у шлюбі Шварц (англ. Elizabeth Schwartz; 23 серпня 1911, Рівердейл, США — 18 травня 1999, Денвер, США) — американська легкоатлетка, спринтерка, олімпійська чемпіонка та володарка світового рекорду з бігу на 100 метрів. Перша в історії жінка, яка виграла олімпійську медаль з легкої атлетики.

## Життєпис
Народилась 23 серпня 1911 року в Рівердейлі — невеликому містечку на південь від Чикаго, в родині Гаррі та Елізабет Робінсон.
Бігом серйозно почала займатись в Торнтонській міській старшій школі (англ. Thornton Township High School). 1928 року шкільний вчитель біології й за сумісництвом помічник тренера команди легкоатлетів Чарльз Прайс помітив Бетті, які бігла за приміським потягом, і був вражений її швидкістю. Прайс запропонував Робінсон серйозно зайнятись бігом. У своїх перших змаганнях вона взяла участь 30 березня 1928 року, це були змагання регіонального рівня, що проходили під егідою жіночого легкоатлетичного клубу Іллінойса. Робінсон фінішувала другою на дистанції 100 метрів, поступившись лише Гелен Філкі, тогочасній рекордсменці США на цій дистанції. Незабаром, на змаганнях в Чикаго, що проходили в рамках підготовки до Олімпійських ігор, Бетті Робінсон встановила новий світовий рекорд з бігу на 100 метрів — 12 секунд.
На літніх Олімпійських іграх 1928 року вперше проходили жіночі змагання з легкої атлетики, але з набагато меншою кількістю дисциплін, ніж у чоловіків. Ігри в Амстердамі були лише четвертими змаганнями 16-річної Робінсон, яка до того часу займалась спортом лише 4 місяці. У попередньому забігу Робінсон фінішувала другою, в півфіналі була першою і стала єдиною представницею США, яка потрапила до фінального забігу. Переможниця в фіналі була неоднозначна через невеликий відрив. Порадившись, судді віддали перемогу Робінсон з офіційним часом 12,2 сек. Робінсон стала першою в історії жінкою, яка виграла олімпійську медаль з легкої атлетики. Також в складі збірної США вона виграла срібну медаль в естафеті 4×100 метрів.
Після повернення до США на честь Робінсон були влаштовані паради в Нью-Йорку та Чикаго. Президент олімпійського комітету США Дуглас Макартур нагородив Бетті золотим кулоном, в рідному місті їй вручили срібний кубок та годинник з діамантами.
В 1931 році недалеко від Чикаго розбився біплан з Робінсон на борту. Спортсменка вижила, однак отримала серйозну травму голови, перелом ноги та руки, внаслідок чого 11 тижнів провела в лікарні. Для стабілізації ноги в неї було вставлено срібну спицю, чотири місяці Робінсон пересувалась лише в кріслі колісному або на милицях, її травмована нога стала коротшою на пів дюйма[скільки?].
Попри серйозну травму, Робінсон повернулась до спорту після 3.5-річної перерви. Вона була змушена починати забіг з високого старту, оскільки не могла стати на коліно. Однак Робінсон увійшла до складу збірної США на Олімпійських іграх 1936 року в Берліні. В естафеті 4×100 метрів американки виграли золоті медалі завдяки тому, що німецька легкоатлетка впустила естафетну паличку.
Після Олімпійських ігор 1936 року Робінсон завершила кар'єру легкоатлетки, але залишилась в спорті. Вона працювала тренеркою і суддею змагань з легкої атлетики.
В 1939 році Робінсон одружилася з власником оббивної фірми Річардом С. Шварцом. Народила двох дітей: Річара Шварца-молодшого і Джейн Гемілтон.
В останні роки життя Робінсон мала хворобу Альцгеймера та хворіла на рак. Вона померла в Денвері 18 травня 1999 року у віці 87 років.